# Yasuhiro Nakasone
Yasuhiro Nakasone (japanska: 中曽根 康弘), född 27 maj 1918 i Takasaki i Gunma, död 29 november 2019 i Tokyo, var en japansk politiker.

## Politisk karriär
Nakasone blev ledamot i Japans parlament 1946 och uppmärksammades 1952 efter att ha gett kejsar Hirohito skulden för Japans förlust i andra världskriget. Han blev vetenskapsminister 1959, transportminister 1967, handels- och industriminister 1972 och administrationsminister 1981.

### Tiden som premiärminister

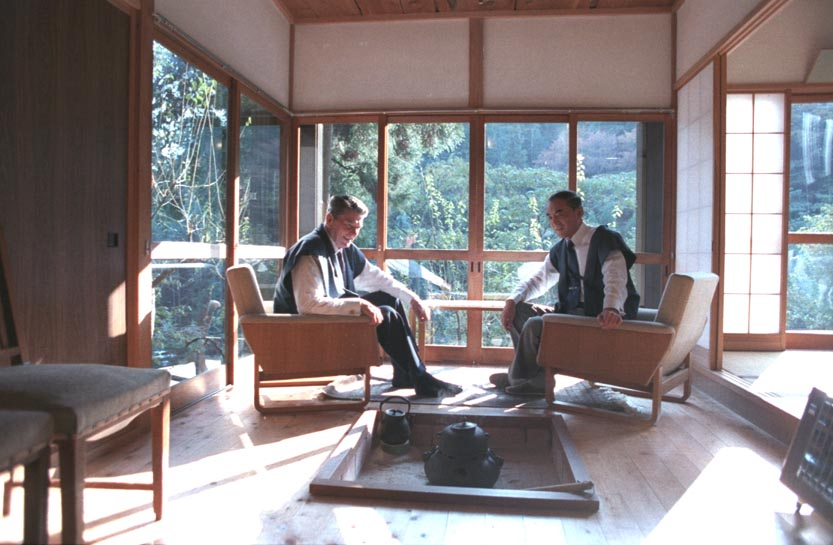
Premiärminister Yasuhiro Nakasone och president Ronald Reagan under en lunch på Nakasones lantställe 1983.

27 november 1982 blev Nakasone Japans premiärminister. Tillsammans med landets utrikesminister Shintaro Abe förbättrade han Japans relationer med Sovjetunionen och Kina. Han är även känd för sin nära vänskap med president Ronald Reagan. 
Inrikespolitiskt var han för privatisering vilket ledde till privatiseringen av de japanska järnvägarna.
Nakasone blev även känd för att ha en nationalistisk attityd. 1985 blev han den förste japanske premiärministern att besöka Yasukuni-templet efter det kontroversiella beslutet att benåda 14 krigsförbrytare 1978. 

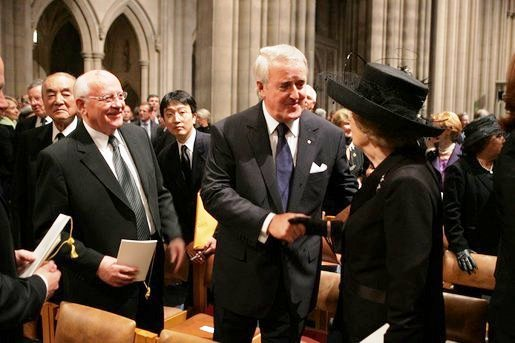
Yasuhiro Nakasone (till vänster) vid Ronald Reagans begravning tillsammans med Michail Gorbatjov, Brian Mulroney och Margaret Thatcher.

Under sin sista ämbetsperiod uppmärksammades hans uttalande att Japans framgång berodde på att landet saknade etniska minoriteter till skillnad från USA. Han förtydligade senare sitt uttalande och fastslog att meningen var att gratulera USA till landets ekonomiska framgång trots förekomsten av problematiska minoriteter. Affären tvingade utbildningsminister Masayuki Fujio att avgå 1986.